# شهرستان آساکورا، فوکوئوکا

شهرستان آساکورا، فوکوئوکا (انگلیسی: Asakura District, Fukuoka) یکی از شهرستان‌های ژاپن است که در استان فوکوئوکا در ژاپن واقع شده است.